# 사이언스 페어

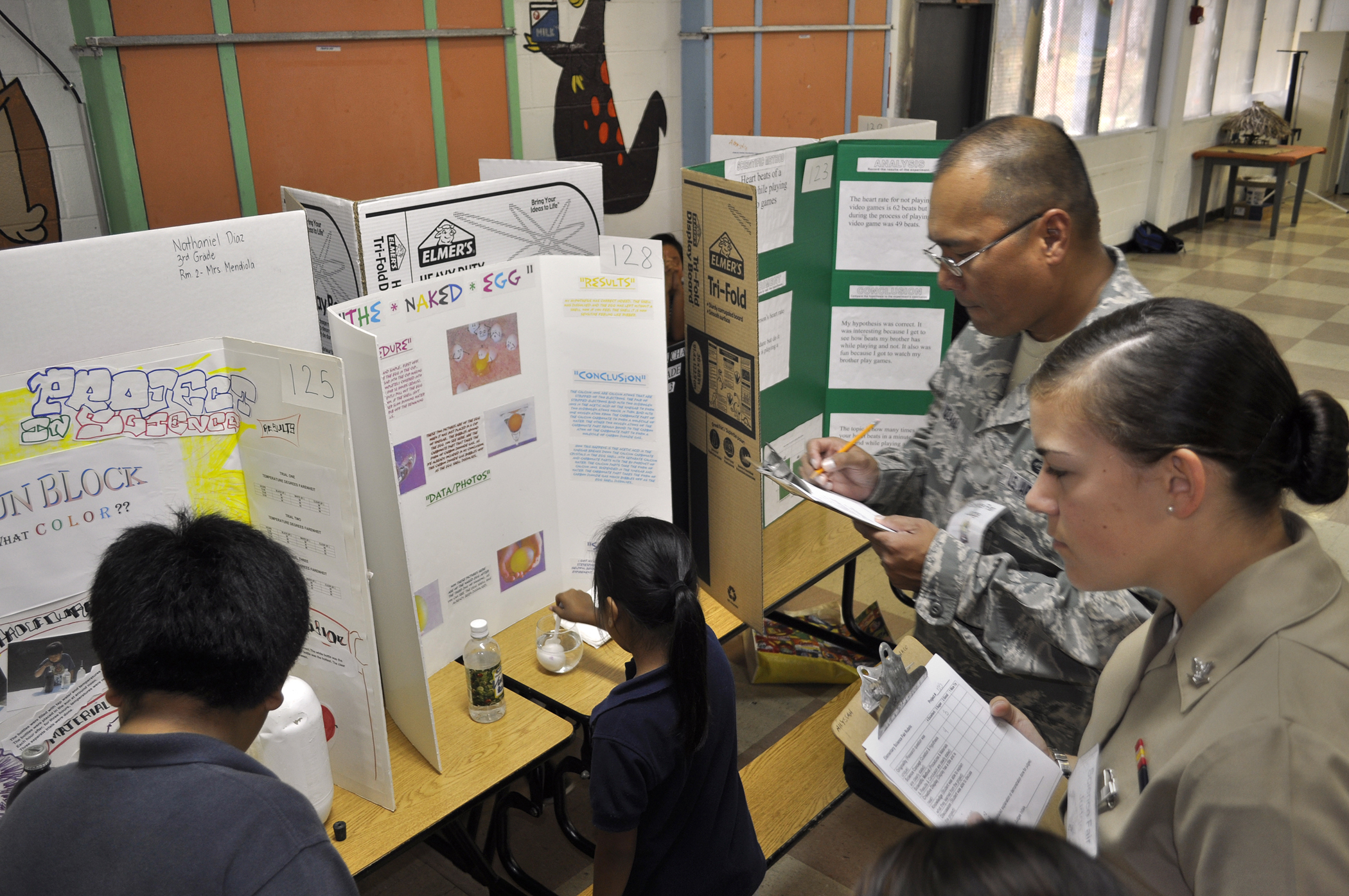

사이언스 페어(science fair) 또는 과학 박람회는 미국외 여러 나라들 학생이나 어른들이 자신이 실험한 것을 발표하는 것이다.
전 세계 학교에서 주최하는 과학 및 공학 박람회는 학생들이 스스로 과학 및 공학 실습을 경험할 수 있는 기회를 제공한다. 미국의 차세대 과학 표준은 과학 교육의 세 가지 기둥 중 하나인 과학 및 공학 실습을 경험하게 한다.

## 역사
사이언스 페어는 1930년대에 미국 뉴욕 시 협회라는 시민 단체의 후원 아래 뉴욕 시에서 시작되었으며, 나중에 뉴욕 브롱스 고등학교(Bronx High School of New York)를 설립한 모리스 마이스터(Morris Meister)가 뉴욕시에서 이끈 노력으로 시작되었다. 마이스터는 이미 이루어진 것을 배우는 것보다 하는 것에 초점을 맞춘 존 듀이의 교육적 아이디어를 믿었다.
처음에 사이언스 페어는 대부분 전시 및 시연 프로젝트이거나 1939-1940년 뉴욕 세계 박람회 이후 변경된 프로젝트의 단순한 전시였다. 점점 더 많은 사람들이 과학 및 공학 박람회를 학생들이 과학 및 공학 진로로 가는 길을 찾도록 격려하고 돕는 방법으로 간주하게 되었다. 미국에서 사이언스 페어의 인기는 1950년대 세계가 처음 두 개의 원자 무기 사용과 텔레비전의 여명을 목격한 후 과학에 대한 관심과 함께 증가했다. 10년이 지나면서 조나스 소크(Jonas Salk)의 소아마비 백신과 스푸트니크의 출시와 같은 뉴스의 과학 이야기는 공상 과학 소설을 현실로 가져왔고 모든 수준의 학생들이 박람회에 점점 더 많이 모였다.

## 목적
현재 과학 및 공학 박람회는 초, 중, 고등학교의 모든 수준의 학생들이 과학 및 기술 활동에서 경쟁하도록 끌어들인다. 사이언스 페어는 또한 과학에 관심이 많은 학생들이 인근 대학의 멘토와 짝을 이루어 학생들이 지역 학교에서 제공하지 않는 교육과 장비를 이용할 수 있도록 한다. 이 멘토링은 사이언스 페어 인터뷰를 위해 학생들을 지도하는 것과 함께 학생의 성공에 매우 중요한 것으로 나타났다.

## 국제 행사
대부분의 국가에는 관심 있는 학생들이 자유롭게 참가할 수 있는 지역 사이언스 페어가 있다. 이러한 지역 박람회의 우승자는 학생들을 ISEF 및 CWSF와 같은 국가 박람회에 보낸다. 국가 사이언스 페어는 일반적으로 ISEF(국내 및 국제 사이언스 페어) 및 EUCYS와 같은 국제 박람회에 우승자를 보낸다. 현재 생명 공학 회사가 후원하는 리제네론 과학경시대회(Regeneron Science Talent Search)는 $250,000 장학금의 대상을 제공한다. 선댄스 영화제에서 수상한 2018년 사이언스 페어(영화)는 경쟁을 기록한다. 2018년 책 더 클래스(The Class)는 과학 및 공학 박람회가 과학 교육의 중심이 된 해를 기록한다.

## 같이 보기
- 과학적 방법